# میا زاپاتا
میا زاپاتا (انگلیسی: Mia Zapata؛ ۲۵ اوت ۱۹۶۵ – ۷ ژوئیهٔ ۱۹۹۳) یک موسیقی‌دان اهل ایالات متحده آمریکا بود. وی بین سال‌های ۱۹۸۶ تا ۱۹۹۳ میلادی فعالیت می‌کرد.به قتل رسیده